# 鲁夫尔昂普莱讷
鲁夫尔昂普莱讷（法語：Rouvres-en-Plaine，法語發音：[ʁuvʁ ɑ̃ plɛn]）是法国科多尔省的一个市镇，位于该省东部，属于第戎区。

## 地理
鲁夫尔昂普莱讷（47°14'19"N, 5°8'28"E）面积14.65 平方千米，位于法国勃艮第-弗朗什-孔泰大區科多尔省，该省份为法国中东部省份，北起奥布省，西接涅夫勒省和约讷省，南至索恩-卢瓦尔省，东南接汝拉省，东临上索恩省，东北部与上马恩省接壤。
与鲁夫尔昂普莱讷接壤的市镇（或旧市镇、城区）包括：马尔利安、托雷昂普莱讷、布勒特尼耶尔、福韦尔内、乌日、瓦朗日、讷伊-克里莫卢瓦。
鲁夫尔昂普莱讷的时区为UTC+01:00、UTC+02:00（夏令时）。

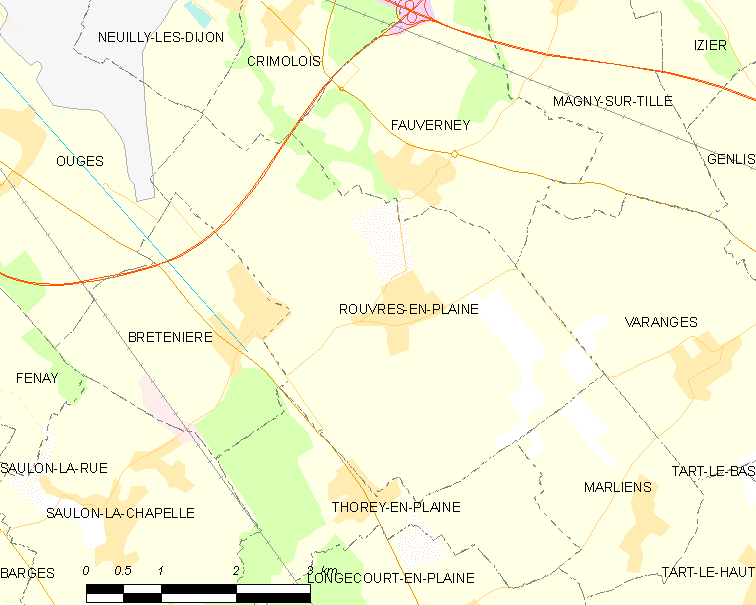
鲁夫尔昂普莱讷的OSM定位图

## 行政
鲁夫尔昂普莱讷的邮政编码为21110，INSEE市镇编码为21532。

## 政治
鲁夫尔昂普莱讷所属的省级选区为让利斯县。

## 交通
科多尔省省道D31线和D109线在境内交汇。

## 人口

1962-2008年间鲁夫尔昂普莱讷人口变化图示

鲁夫尔昂普莱讷于2022年1月1日时的人口数量为1254人。